# Lea Sophie Friedrich

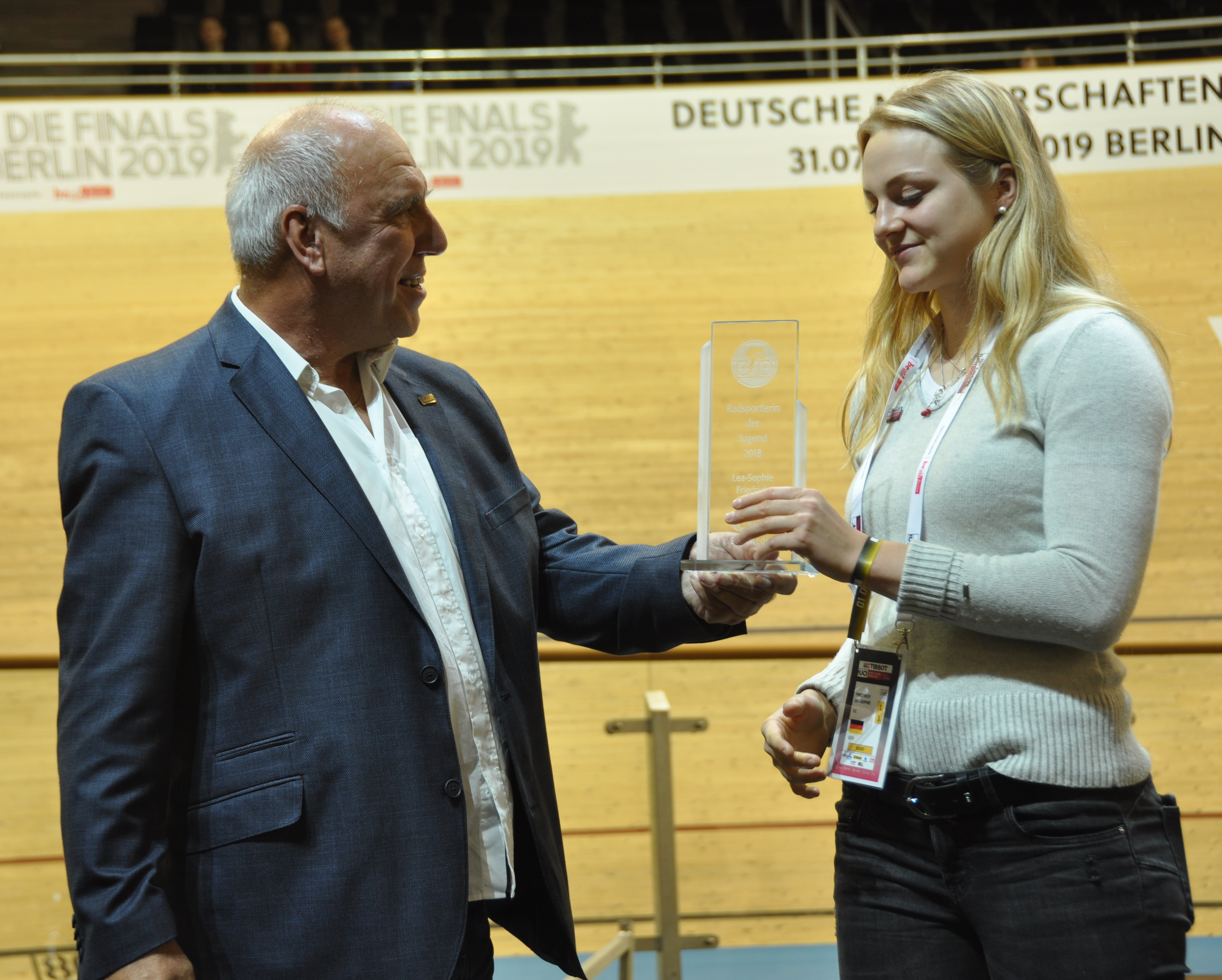
Lea Friedrich wurde als Nachwuchsradsportlerin 2018 ausgezeichnet (mit BDR-Vizepräsident Günter Schabel)

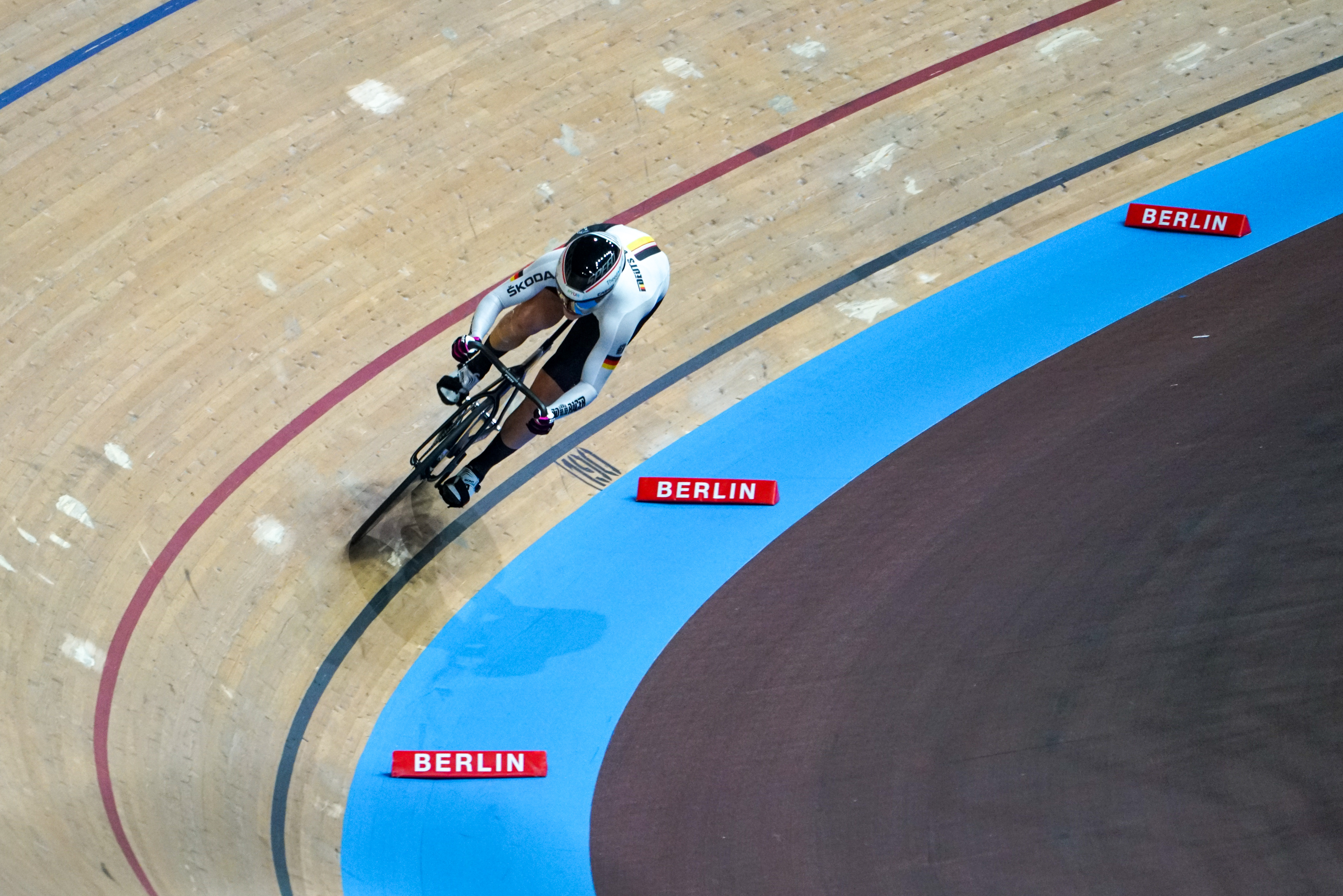
Friedrich im Finale des Zeitfahrens bei der Bahn-WM 2020 in Berlin

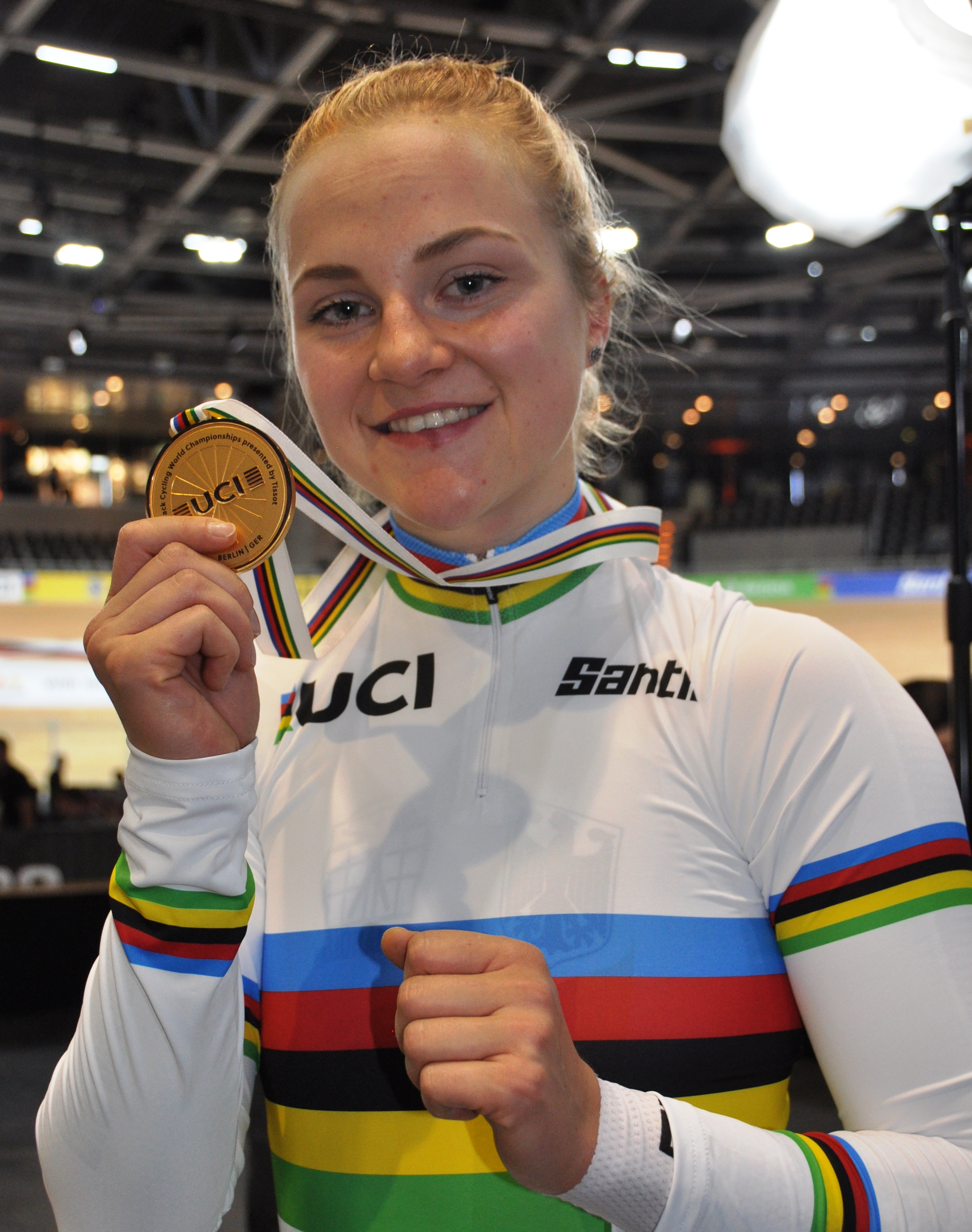
Friedrich als Weltmeisterin im Teamsprint (2020)

Lea Sophie Friedrich (* 7. Januar 2000 in Dassow) ist eine deutsche Bahnradsportlerin, die auf Kurzzeitdisziplinen spezialisiert ist.

## Sportliche Laufbahn
Lea Sophie Friedrich spielte zunächst sechs Jahre lang Fußball, bis ein Bekannter ihr besonderes sportliches Talent erkannte und sie zu einem Radsporttraining einlud.
Ab 2011 fuhr Friedrich Radrennen auf der Bahn. Nach dem Gewinn von Landestiteln in ihren jeweiligen Altersklassen startete sie 2015 bei den deutschen Bahnmeisterschaften in Berlin und errang zwei Titel in der Jugendklasse, ebenso im Jahr darauf bei den Meisterschaften in Cottbus. Ab 2013 besuchte sie das Sportgymnasium Schwerin.
2017 startete Lea Friedrich bei den Junioren-Bahnweltmeisterschaften und holte mit Emma Götz Silber im Teamsprint und im 500-Meter-Zeitfahren sowie Bronze im Sprint. Damit war sie die erfolgreichste deutsche Teilnehmerin bei dieser Weltmeisterschaft. Bei den Junioren-Europameisterschaften im selben Jahr errang sie jeweils Silber in Sprint, im Zeitfahren und im Teamsprint (mit Emma Götz). Zudem wurde sie dreifache deutsche Junioren-Meisterin. Bei den deutschen Bahnmeisterschaften 2018 errang sie erneut drei Titel im Juniorenbereich. Darüber hinaus wurde sie gemeinsam mit Miriam Welte deutsche Meisterin im Teamsprint der Elite.
Bei den Bahnradsport-Weltmeisterschaften der Junioren 2018 war Lea Friedrich die erfolgreichste Sportlerin, da sie alle vier Titel in den Kurzzeitdisziplinen Sprint, 500-Meter-Zeitfahren, Keirin und Teamsprint (mit Emma Götz und Alessa-Catriona Pröpster) errang. Bei ihrem ersten Start bei Elite-Weltmeisterschaften, bei den Titelkämpfen 2019 im polnischen Pruszków, belegte sie im Sprint Platz vier. 2019 errang sie zwei Titel bei den U23-Europameisterschaften (500-Meter-Zeitfahren und Keirin) sowie Silber im Sprint. 2020 wurde sie in Berlin zweifache Weltmeisterin, in Zeitfahren und mit Emma Hinze und Pauline Grabosch im Teamsprint. Bei U23-Europameisterschaften errang sie vier Titel.
Bei den Olympischen Spielen in Tokio errang Friedrich gemeinsam mit Emma Hinze im Teamsprint die Silbermedaille. Im Sprint stellte sie mit 10,310 Sekunden einen olympischen Rekord für die K.-o.-Runde auf. Im Oktober 2021 wurde Friedrich im schweizerischen Grenchen Europameisterin im Keirin. Im selben Monat war sie bei den Weltmeisterschaften in Roubaix die erfolgreichste Teilnehmerin. Sie gewann die Titel im Zeitfahren, im Keirin und mit Pauline Grabosch und Emma Hinze im Teamsprint, und errang zudem im Sprint die Silbermedaille. Im Dezember des Jahres belegte sie bei der UCI Track Champions League 2021 in der Gesamtwertung der Kurzzeitdisziplinen Platz zwei hinter ihrer Landsfrau Emma Hinze. 2022 und 2023 wurde sie erneut Europameisterin im Keirin, zudem errang sie 2023 die EM-Titel in Sprint und Teamsprint. Bei den Radweltmeisterschaften 2023 gewann sie im Teamsprint gemeinsam mit Pauline Grabosch und Emma Hinze die Goldmedaille mit neuem Weltrekord und wurde Dritte im Keirinrennen.
2024 wurde Friedrich für den Start bei den Olympischen Spielen in Paris nominiert, wo sie im Sprint, im Keirin und im Teamsprint startete. Dabei gewann sie im Sprint Silber, nachdem sie in der Qualifikation einen neuen Weltrekord über 200 Meter bei fliegendem Start aufgestellt hatte. Im Teamsprint gewann sie mit Pauline Grabosch und Emma Hinze Bronze, und im Keirin wurde sie Siebte.

## Auszeichnungen und Berufliches
Im Februar 2018 wurde Lea Friedrich als Sportlerin des Jahres 2017 von Mecklenburg-Vorpommern geehrt, zwei Jahre später erhielt sie diese Auszeichnung erneut. Im Dezember 2018 wurde sie als deutsche Nachwuchsradsportlerin des Jahres ausgezeichnet. 2019 wurde sie gemeinsam mit Alessa-Catriona Pröpster und Emma Götz zu Deutschlands Junioren-Mannschaft des Jahres gewählt.
Im Februar 2021 wurde Lea Sophie Friedrich, die ein Duales Studium bei der Bundespolizei absolviert hat, zur Polizeimeisterin ernannt. Im Oktober 2021 wurde sie von den rund 4000 Sporthilfe-geförderten Athletinnen und Athleten zur „Sportlerin des Monats“ gewählt.
Im März 2024 wurde Lea Sophie Friedrich mit der höchsten deutschen Sportauszeichnung, dem Silbernen Lorbeerblatt, geehrt.

## Erfolge
2017
- Junioren-Weltmeisterschaft – Teamsprint (mit Emma Götz)
- Junioren-Weltmeisterschaft – Sprint
- Junioren-Europameisterschaft – Sprint, 500-Meter-Zeitfahren, Teamsprint (mit Emma Götz)
- Deutsche Junioren-Meisterin – Sprint, Keirin, 500-Meter-Zeitfahren

2018
- Deutsche Meisterin – Teamsprint (mit Miriam Welte)
- Deutsche Junioren-Meisterin – Sprint, Keirin, 500-Meter-Zeitfahren, Teamsprint (mit Lara Neumann)
- Junioren-Weltmeisterschaft – Sprint, 500-Meter-Zeitfahren, Keirin, Teamsprint (mit Emma Götz und Alessa-Catriona Pröpster)

2019
- U23-Europameisterin – 500-Meter-Zeitfahren, Keirin
- U23-Europameisterschaft – Sprint
- Deutsche Meisterin – Sprint, Keirin
- Europameisterschaft – Keirin, Teamsprint (mit Emma Hinze)
- Europameisterschaft – Sprint

2020
- Weltmeisterin – 500-Meter-Zeitfahren, Teamsprint (mit Emma Hinze und Pauline Grabosch)
- U23-Europameisterin – Sprint, 500-Meter-Zeitfahren, Keirin, Teamsprint (mit Pauline Grabosch und Alessa-Catriona Pröpster)

2021
- Olympische Spiele – Teamsprint (mit Emma Hinze)
- Europameisterin – Keirin
- Europameisterschaft – Sprint, Teamsprint (mit Pauline Grabosch und Alessa-Catriona Pröpster)
- Weltmeisterin – 500-Meter-Zeitfahren, Keirin, Teamsprint (mit Emma Hinze und Pauline Grabosch)
- Weltmeisterschaft – Sprint
- Track Champions League – zwei Einzelsiege

2022
- Nations’ Cup in Milton – Teamsprint (mit Pauline Grabosch und Emma Hinze)
- Deutsche Meisterin – Teamsprint (mit Sandra Hainzl und Emma Hinze)
- Europameisterin – Keirin, Teamsprint (mit Emma Hinze und Pauline Grabosch)
- Weltmeisterin – Keirin, Teamsprint (mit Emma Hinze und Pauline Grabosch)
- Weltmeisterschaft – Sprint

2023
- Europameisterin – Sprint, Keirin, Teamsprint (mit Pauline Grabosch, Emma Hinze und Alessa-Catriona Pröpster)
- Nations Cup in Jakarta – Teamsprint (mit Pauline Grabosch, Emma Hinze und Alessa-Catriona Pröpster)
- Deutsche Meisterin – Teamsprint (mit Pauline Grabosch und Emma Hinze)
- Weltmeisterin – Teamsprint (mit Pauline Grabosch und Emma Hinze)
- Weltmeisterschaft – Sprint
- Weltmeisterschaft – Keirin, 500-Meter-Zeitfahren

2024
- Europameisterin – Keirin, Teamsprint (mit Pauline Grabosch und Emma Hinze)
- Europameisterschaften – Sprint
- Deutsche Meisterin – Teamsprint (mit Pauline Grabosch, Clara Schneider und Bente Lürmann)
- Olympische Spiele – Sprint
- Olympische Spiele – Teamsprint (mit Pauline Grabosch und Emma Hinze)

2025
- Europameisterschaften – Teamsprint (mit Pauline Grabosch und Clara Schneider)
- Deutsche Meisterin – Sprint, Keirin, Zeitfahren